# Palacio Minetti

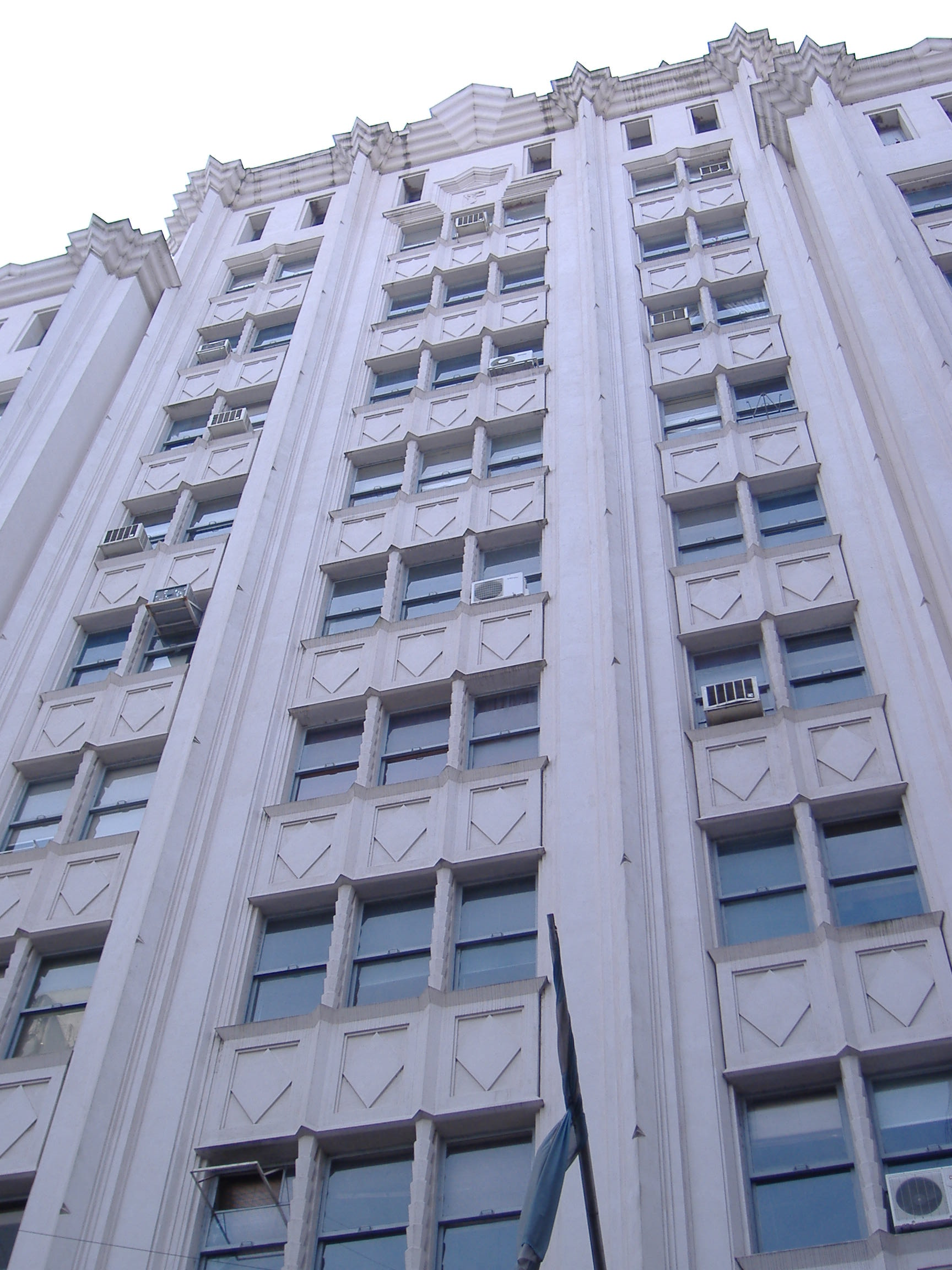
Fachada del Palacio Minetti.

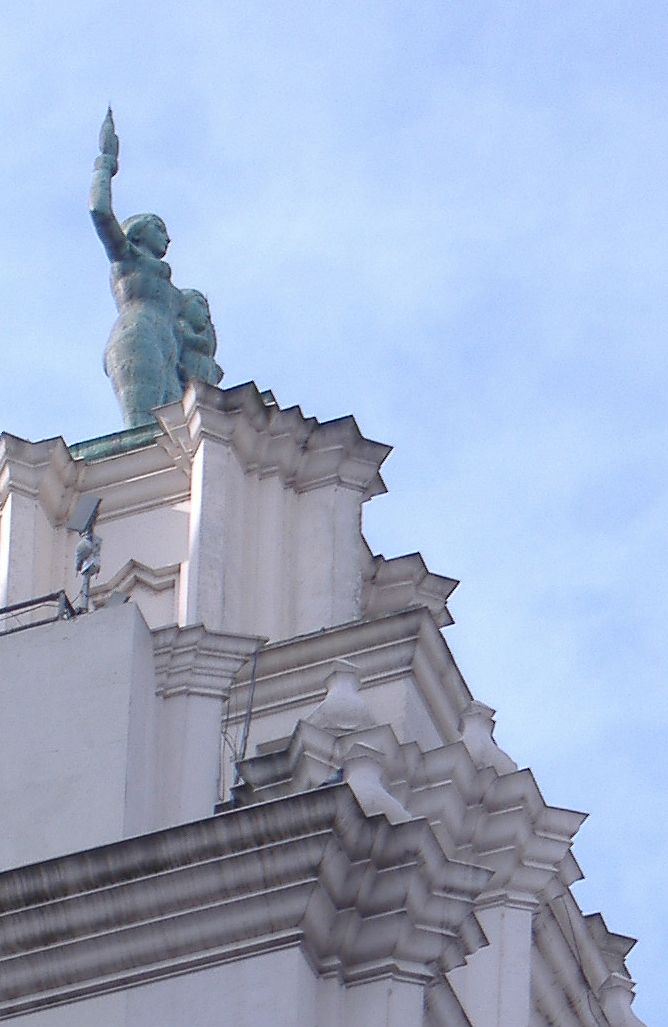
Estatuas de la cúspide del edificio.

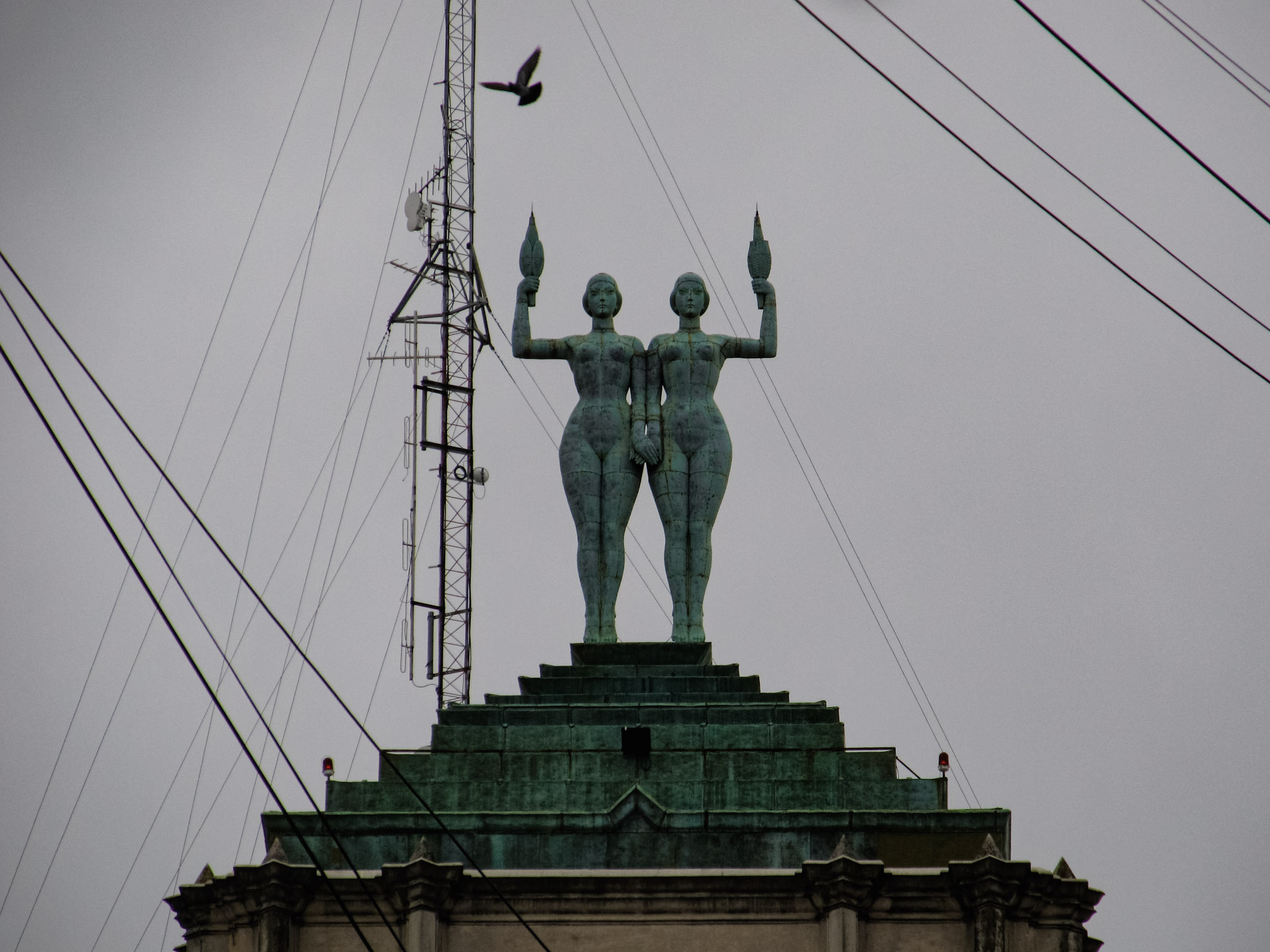
Estatuas en el remate del Palacio Minetti.

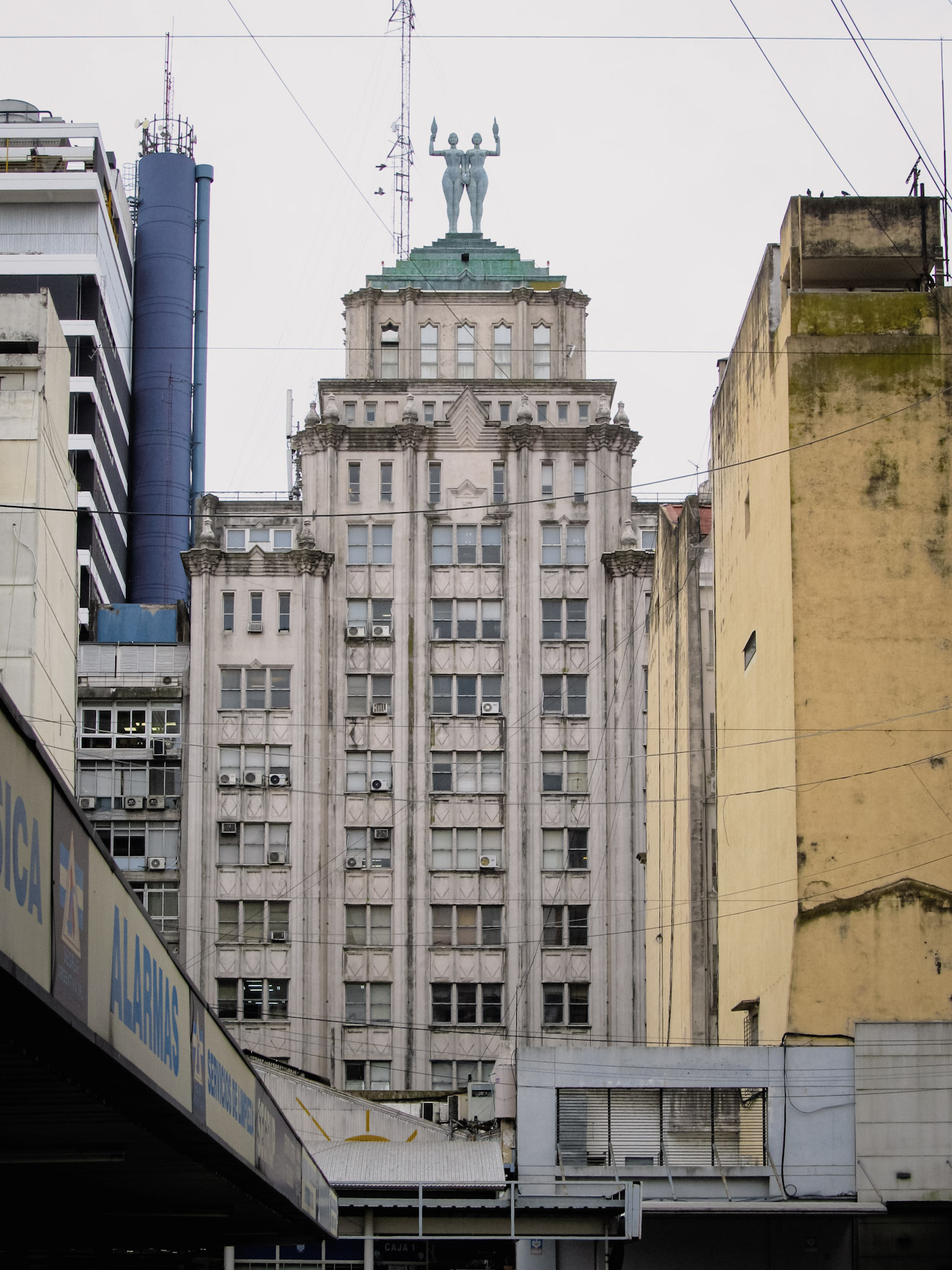
Otra imagen de la fachada del Palacio Minetti.

El Palacio Minetti es un edificio de la ciudad de Rosario, provincia de Santa Fe, Argentina. Se encuentra en el tramo peatonal de la calle Córdoba, en sector histórico denominado Paseo del Siglo.
El palacio fue proyectado en 1929 por los arquitectos José Gerbino, Luis Schwarz y Juan Bautista Durand, bajo la orden de Domingo Minetti, un empresario de la industria de los cereales y el aceite, para sede de Minetti y Cía. Fue construido por Candia y Cía., y finalizado en 1931.
El edificio es considerado uno de los más finos ejemplos del art déco puro de la ciudad y de la Argentina. Su estructura está basada en un portal de cuatro columnas de granito rojo y una alta fachada blanca ornamentada con rombos. La cúspide es una pirámide, coronada con estatuas de bronce de dos mujeres que sostienen una mazorca cada una. Las esculturas, conocidas como "las mellizas", fueron realizadas por Armando Giovanetti, sobre un proyecto del artista Luis Zanini.